# Моуэт, Фарли
Фа́рли Макги́лл Мо́уэт (англ. Farley McGill Mowat; 12 мая 1921, Бельвиль, Онтарио — 6 мая 2014, Кобург, Южное Онтарио) — канадский прозаик, биолог, защитник окружающей среды.

## Биография
Фарли Макгилл Моуэт родился 12 мая 1921 года в Бельвиле, Онтарио, Канада. Его отец, Ангус Моуэт, принимал участие в битве при Вими, после войны стал библиотекарем и писал литературные произведения. Во время Великой депрессии семья переехала в Саскатун. В Саскатуне Фарли содержал у себя дома гремучую змею, белку, двух сов, флоридского аллигатора и несколько котов. В 1935 году он совершил своё первое путешествие в Арктику со своим родственником Франком.
Во время Второй мировой войны Фарли Моуэт принимал участие в военных действиях в Европе в составе американской армии, участвовал в высадке союзных войск в Сицилии, воевал в Западной Европе и на Эльбе в 1945 году встречался с советскими солдатами.
После войны Моуэт окончил биологическое отделение университета города Торонто. Затем он поступил на работу в Службу изучения животного мира Канады. Эта организация командировала его (не позднее 1959 года) в канадскую тундру для изучения волков. Та экспедиция, давшая весьма неожиданные и удивительные для того времени результаты, описывается Моуэтом в книге «Не кричи: „Волки!“».
В 1966 и 1969 годах посещал СССР, изучая культуру и быт народов советского заполярья. Впоследствии, написал о своих путешествиях книгу The Siberians («Сибиряки»).
В 1981 году стал офицером ордена Канады. Его именем назван один из кораблей природоохранной организации Общество охраны морской фауны.
Фарли Макгилл Моуэт скончался 6 мая 2014 года в своём доме в Порт-Хоупе.

## Экранизации
- «Идущий по снегу»
- «Не зови волков»

## Критика
Канадский биолог Александр Уильям Банфилд (Alexander William Francis Banfield) подверг критике одну из наиболее известных книг Моуэта «Не кричи: „волки“!». Он утверждает, что книга основана не столько на личном опыте Моуэта, сколько на работах других исследователей и представляет собой «вымысел, основанный на фактах». При этом некоторые утверждения (например, что волки питаются в основном грызунами) не соответствуют действительности.